# پرویز درگی
پرویز درگی ملقب به معلم بازاریابی مدرس دانشگاه، مشاور و محقق بازاریابی ایرانی متولد سال ۱۳۴۵ است. او براساس تجربه و دانش علمی‌اش در زمینه‌های کسب‌وکار و بازاریابی کتاب‌های زیادی منتشر کرده است. آثارش مناسب دانشجویان، مدیران و بازاریابان است.

## زندگی‌نامه
پرویز درگی متولد سال ۱۳۴۵ است. درگی کار خود را از زمانی که دانشجو بود در رشت با ویزیتوری شروع کرد، خودش می‌گوید وقتی وارد رشت شدم جز کرایهٔ چند روز خوابگاه چیزی نداشتم، اما وقتی بعد از فارق التحصیل شدن از رشت می‌رفت، با یک ماشین پاترول آنجا را ترک کرد.
امروز پرویز درگی مدیر مسئول انتشارات بازاریابی است و نویسندهٔ بیش از ۵۰ عنوان کتاب در حوزهٔ بازاریابی. همچنین پرویز درگی مشاور تعداد زیادی از بنگاه‌های اقتصادی بزرگ کشور است.

## بخشی از فعالیت‌ها و مسئولیت‌های جاری پرویز درگی
1. TMBA رئیس هیئت مدیره و مدیر عامل گروه[۳]
2. عضو هیئت علمی مقطع کارشناسی ارشد سازمان مدیریت صنعتی
3. صاحب امتیاز و مدیر مسئول مجله توسعه مهندسی بازار (دهمین سال انتشار)
4. صاحب امتیاز و مدیر مسئول ماهنامه بازاریاب بازارساز (سومین سال انتشار)
5. مدیر مسئول انتشارات بازاریابی[۴]
6. مؤسس و مدیرمسئول آموزشگاه بازارسازان (با مجوز سازمان فنی و حرفه ای)
7. مدیر مسئول کانون تبلیغات ضمیر بازار
8. رئیس هیئت مدیره شرکت نوروبیز (نورومارکتینگ و نورولیدرشیپ)
9. مشاور فعلی بنگاه‌های اقتصادی معتبر در بازارهای مصرفی و صنعتی

1. مدرس مقطع کارشناسی ارشد MBA دانشکده مهندسی صنایع دانشگاه تهران؛ دانشگاه صنعتی امیرکبیر ودانشگاه علوم و فنون مازندران
2. ارائه مباحث اقتصادی و بازاریابی روز ایران در صدا و سیما: شبکه تهران، رادیو اقتصاد، رادیو جوان، رادیو گفتگو-رادیو ایران
3. نویسنده کتب متعدد در حوزه بازاریابی و فروش (انتشارات بازاریابی)
4. رهبر علمی دوره‌ها و سخنران سمینارها؛ همایشها و کنفرانسهای متعدد علمی (آموزشگاه بازارسازان)
5. رهبر تحقیق پروژه‌های متعدد تحقیقات بازاریابی در سطح ایران و بازارهای بین‌المللی (دپارتمان تحقیقات بازاریابی)
6. ارائه مباحث اقتصادی و بازاریابی روز ایران در صدا و سیما: شبکه اقتصاد ملی، رادیو اقتصاد، رادیو جوان،رادیو ایران[۵]

## سوابق تألیف و ترجمه
1. نویسنده کتاب مباحث و موضوعات مدیریت بازاریابی با نگرش بازار ایران [۶]
2. نویسنده کتاب قضایای موردی واقعی بازاریابی با نگرش بازار ایران
3. . نویسنده کتاب بازاریابی و فروش تلفنی با نگرش بازار ایران [۷]
4. مترجم کتاب تحقیقات بازاریابی در یک هفته (به همراه آقای محمدحسن امامی) [۸]
5. مترجم کتاب کسب و کار نام‌های تجاری (به همراه خانم عطیه بطحایی)
6. نویسنده کتاب دل گفته‌ها و دل نوشته‌های معلم بازاریابی
7. نویسنده کتاب کلینیک محصول (به همراه آقای سعید میرواحدی)[۹]
8. نویسنده کتاب مباحث و موضوعات بازاریابی خدمات با نگرش بازار ایران
9. نویسنده کتاب چگونگی ادارهٔ کسب و کارها در زمان بحران اقتصادی[۱۰]
10. نویسنده کتاب تکنیک‌های فرصت یابی در بازاریابی و فروش با نگرش بازار ایران [۱۱]
11. نویسنده کتاب هوشمندی رقابتی و هوشمندی بازاریابی [۱۲]
12. نویسنده کتاب دلایل کامیابی برندهای برتر جهانی
13. نویسنده کتاب اصول، فنون و هنر مذاکره با نگرش بازار ایران (به همراه آقای محمدحسین غوثی)
14. مؤلف کتاب معرفی مدلهای مدیریتی برای راه اندازی و اداره یک کسب و کار (به همراه آقای محمد سالاری)[۱۳]
15. مترجم کتاب بازاریابی حسی (به همراه آقای محمد سالاری)[۱۴]
16. نویسنده کتاب دل نکته‌های معلم بازاریابی
17. نویسنده کتاب یادداشت‌های معلم بازاریابی
18. مترجم کتاب نقشه ذهن مشتری (به همراه آقای محمد سالاری)
19. نویسنده کتاب مهارتهای ارتباط با مشتریان شاکی
20. مؤلف کتاب راهنمای مدیران در کانال توزیع (به همراه آقای امیرحسین سرفرازیان)
21. نویسنده کتاب نورومارکتینگ، نظریه و کاربرد [۱۵]
22. نویسنده کتاب سلام صبح بخیر همراه[۱۶]
23. نویسنده کتاب چهل گفتار پیرامون مدیریت و رهبری در کسب و کار[۱۷]
24. نویسنده کتاب چهل گفتار پیرامون ارتقای مهارتهای فروش
25. نویسنده کتاب چهل گفتار پیرامون ارتقای مهارتهای بازاریابی
26. نویسنده کتاب چهل گفتار پیرامون ارتقای مهارتهای مشتری‌نوازی
27. نویسنده کتاب چهل گفتار پیرامون ارتقای مهارتهای شخصی در کسب و کار[۱۸]
28. نویسنده کتاب بازاریابی و زندگی با ورزش
29. نویسنده کتاب بازاریابی و زندگی با فروش [۱۹]
30. نویسنده کتاب بازاریابی و زندگی با مدیریت